# Raionul Koriukivka (pre-2020), Cernihiv
Koriukivka (în ucraineană Корюківський район, transliterat: Koriukivskîi raion) este un raion în regiunea Cernigău, Ucraina. Reședința sa este orașul Koriukivka.

## Demografie
Componența lingvistică a raionului Koriukivka
     Ucraineană (96,93%)
     Rusă (2,81%)
     Alte limbi (0,17%)
Conform recensământului din 2001, majoritatea populației raionului Koriukivka era vorbitoare de ucraineană (96,93%), existând în minoritate și vorbitori de rusă (2,81%).